# Roeselia unilinea
Roeselia unilinea är en fjärilsart som beskrevs av William Schaus 1911. Roeselia unilinea ingår i släktet Roeselia och familjen trågspinnare. Inga underarter finns listade.